# Вертикаль (здание)
Торгово-офисный центр «Вертикаль» — одно из самых высоких зданий Самары. ТОЦ «Вертикаль» расположен на пересечении Московского шоссе и Пролетарской улицы, недалеко от станции метро «Московская», на стыке Ленинского, Октябрьского и Железнодорожного районов города.
Строительство здания было завершено в 4 квартале 2008 года. Офисный центр был открыт в 2009, а открытие торговой части здания планировавшееся на март 2011 года, было перенесено на 15 мая 2011. Общая площадь помещений комплекса 41 683 м², в том числе торговых 19 654 м² и офисных 10 740 м². Здание имеет подземную двухуровневую стоянку на 130 мест.

## Архитектура
Здание состоит из стилобатной части (7 надземных и 2 подземных этажа) предназначенной для торгового комплекса и 20-этажной офисной части. 6, 16 и 27 этажи — технические этажи для обеспечения функционирования комплекса. «Корону», венчающую высотную часть, а также футуристическое покрытие стилобатной части выполнила компания «Евроконструкция».

## Владельцы и арендаторы
27 февраля открылся киноцентр «Вертикаль» на 5 залов (2 и 3 этажи здания).
Офисная часть начала постепенно сдаваться после ввода здания в эксплуатацию в 4 квартале 2010 года. Торговая часть была открыта 15 мая 2011 года.
Четыре этажа занимает торговый-спортивный центр «Сила спорта»
Якорным арендатором стал продуктовый супермаркет «Карамель» площадью 2 000 м².
В результате банкротства компании, владевшей зданием, «Вертикаль» была выставлена на торги.
Первые торги в августе 2021 года не состоялись «по причине отсутствия допущенных к аукциону участников», первоначальная цена была снижена с 800 до 720 миллионов рублей. Но во время аукциона в сентябре того же года цена выросла до 1,044 млрд рублей. Владельцем здания стала компания ООО «Транссервис», зарегистрированная в Тюмени.